# Élections de l'assemblée de Londres en 2016
Les élections de l'assemblée de Londres en 2016 se sont tenues le 5 mai 2016. Il y a deux scrutins, le scrutin dans les circonscriptions et le scrutin régional. Ces élections se déroulent le même jour que les élections du maire de Londres.

## Composition de l'Assemblée élue
| Parti               | Circonscription | Régional | Total   |
| ------------------- | --------------- | -------- | ------- |
| Parti travailliste  | 9 / 14          | 3 / 11   | 12 / 25 |
| Conservateur        | 5 / 14          | 3 / 11   | 8 / 25  |
| Vert                | 0 / 14          | 2 / 11   | 2 / 25  |
| UKIP                | 0 / 14          | 2 / 11   | 2 / 25  |
| Libéraux-démocrates | 0 / 14          | 1 / 11   | 1 / 25  |
| Total               | 14 / 14         | 11 / 11  | 25 / 25 |

## Élus dans les circonscriptions
| Circonscription        | Sortant | Sortant          | Élu | Élu               |
| ---------------------- | ------- | ---------------- | --- | ----------------- |
| Barnet and Camden      |         | Andrew Dismore   |     | Andrew Dismore    |
| Bexley and Bromley     |         | James Cleverly   |     | Gareth Bacon      |
| Brent and Harrow       |         | Navin Shah       |     | Navin Shah        |
| City and East          |         | John Biggs       |     | Unmesh Desai      |
| Croydon and Sutton     |         | Steve O'Connell  |     | Steve O'Connell   |
| Ealing and Hillingdon  |         | Onkar Sahota     |     | Onkar Sahota      |
| Enfield and Haringey   |         | Joanne McCartney |     | Joanne McCartney  |
| Greenwich and Lewisham |         | Len Duvall       |     | Len Duvall        |
| Havering and Redbridge |         | Roger Evans      |     | Keith Prince      |
| Lambeth and Southwark  |         | Val Shawcross    |     | Florence Eshalomi |
| Merton and Wandsworth  |         | Richard Tracey   |     | Leonie Cooper     |
| North East             |         | Jennette Arnold  |     | Jennette Arnold   |
| South West             |         | Tony Arbour      |     | Tony Arbour       |
| West Central           |         | Kit Malthouse    |     | Tony Devenish     |

## Élus au scrutin régional
| Liste                   | Élu              | Élu              |
| ----------------------- | ---------------- | ---------------- |
| Liste travailliste      |                  | Fiona Twycross   |
| Liste travailliste      | Tom Copley       |                  |
| Liste travailliste      | Nicky Gavron     |                  |
| Liste conservatrice     |                  | Kemi Badenoch    |
| Liste conservatrice     | Andrew Boff      |                  |
| Liste conservatrice     | Shaun Bailey     |                  |
| Liste verte             |                  | Siân Berry       |
| Liste verte             | Caroline Russell |                  |
| Liste UKIP              |                  | Peter Whittle    |
| Liste UKIP              | David Kurten     |                  |
| Liste libéral-démocrate |                  | Caroline Pidgeon |

## Modification en cours de mandat
| Circonscription | Date | Nom           | Parti | Parti        | Successeur | Parti | Parti           |
| --------------- | ---- | ------------- | ----- | ------------ | ---------- | ----- | --------------- |
| Régional        | 2017 | Kemi Badenoch |       | Conservateur | Susan Hall |       | Conservateur    |
| Régional        | 2018 | David Kurten  |       | UKIP         | -          |       | Alliance Brexit |
| Régional        | 2018 | Peter Whittle |       | UKIP         | -          |       | Alliance Brexit |